# 山本嘉次郎
山本 嘉次郎（やまもと かじろう、1902年（明治35年）3月15日 - 1974年（昭和49年）9月21日）は、日本の映画監督、俳優、脚本家、随筆家である。脚本を書く際や、俳優としてデビューした当初は、平戸延介、平田延介名義を使用することも多かった。

## 略歴
東京市銀座采女町で生まれる。父の嘉太郎は天狗タバコの総支配人であった。
慶應義塾大学部理財科時代に偶然から映画に出演することとなり、1920年に製作された『真夏の夜の夢』で岡田嘉子と共演して俳優デビュー。慶應義塾を中退して映画界入りをする。しかし、このことが原因で親から勘当され、その手切金で1922年「無名映画協会」を設立し、自ら出演した。
その後、日活に入社して助監督を務めるかたわら脚本も書き、田坂具隆監督の『春と娘』（1932年、初のアフレコによる全発声映画として有名）の脚本などをてがけた。
関東大震災後には関西で結成された「早川プロダクション」で『熱火の十字球』（1924年）を監督した。これが監督デビュー作である。1934年、P.C.L.に移籍し、エノケン映画を数多く監督。中でも『エノケンのどんぐり頓兵衛』(1936年）『エノケンのちゃっきり金太』（1937年）は、エノケンの持ち味の音楽ギャグを生かした、数あるエノケン映画の中でも屈指の傑作と言われている。
1938年、高峰秀子主演で『綴方教室』を監督、1941年には黒澤明を助監督に『馬』を制作した。この2作品は従来扱われていなかった世界を扱った佳作として高い評価を受けた。
第二次世界大戦中の1942年、円谷英二が特技監督を務めた『ハワイ・マレー沖海戦』を東宝映画で制作する。この映画は海軍省の至上命令で制作されたが、日本の航空母艦の資料提供を一切受けられなかった。このため米国の航空母艦資料（写真等）を基に甲板セットを組んだところ、海軍同席の完成試写で宮家の激怒（米国空母と類似している為）を買い、あわや封切り差し止めとなりかけた。無事公開できたことについて山本は戦後、「誰がどうやってあの場を収め、公開にこぎつけられたか未だにわからない」と語っている。
1944年には陸軍省後援の『加藤隼戦闘隊』を東宝で制作・公開。藤田進を主演（加藤建夫戦隊長役）に、特技監督は前作と同じく円谷英二を迎えた。一式戦闘機「隼」をはじめとする実物機や陸軍落下傘部隊を多数動員するなど陸軍全面協力のもと撮影が行われ、本作は同年の興行収入のトップを記録した。
フィリピンのマニラへ「三人のマリア」という映画を撮影に赴き、そのまま戦火に巻き込まれて帰れなくなる。フィリピンの捕虜を収容した一般キャンプへ。キャンプでは慰問演劇団の大顧問に。キャンプの演劇団は大盛況だった。
1945年8月は海軍省後援の「海軍いかづち部隊」の撮影で館山に滞在。館山沖からの空襲で撮影が遅々として進まない中、8月15日を迎える。「カツドウヤ水路」によれば、本社からの書簡により山本は数日前に終戦を知っていたとされる。その日は俳優たちをいかに無事に東京へ帰すか腐心した。
戦後、東宝争議により東宝を離れるが、1951年に復帰。同年に高千穂ひづるのデビュー作『ホープさん』、翌々年1953年には、東宝で初のカラー映画『花の中の娘たち』を作り、健在をアピールした。
1955年女優・松山 恵子（柴田きく代）と結婚。長男・山本一雅（柴田一雅）が誕生するが2年後に離婚した。
晩年は、監督作品には恵まれなかったが、脚本を多数執筆。「カツドウヤ」を自称する小粋な生き方は多くの文化人をひきつけた。また、1960年代には東宝の俳優養成所の所長を務め後進の指導にあたった。時には自ら指導を行なう真摯な態度は研修生たちに慕われ、尊敬の念をもって「ヤマカジ先生」と呼ばれた。
1974年、動脈硬化のため死去。墓所は多磨霊園。

## 人物

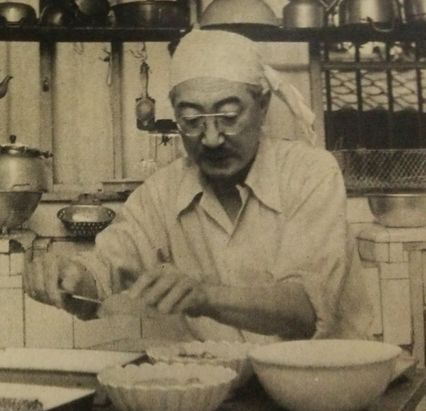
料理中（1954年）

非常に好奇心が強く、博学で、グルメでもあったため、姓名をもじって「ナンデモカジロウ」とあだ名された。著書も多い。また徳川夢声司会のラジオ番組『話の泉』にも、サトウ・ハチロー、堀内敬三らと出演。その博学ぶりを披露した。
本多猪四郎、谷口千吉、黒澤明、高峰秀子などを育て、三船敏郎を映画界に送り出したことでも知られ、また榎本健一ともっとも息の合った監督でもあった。本多は山本から映画監督としてのものの見方などに影響を受けたといい、東宝の俳優であった記平佳枝は山本のモダンで紳士的な部分は本多が最も受け継いでいたと述べている。
PCLで助監督募集の審査部長を務めていた時、最後の3人まで絞られた中の黒澤明を上層部の反対を押し切って採用に結びつけた。黒澤は当日ボロボロの格好をして面接態度も芳しくなかったが、黒澤の絵画の話だけには強い情熱心を感じた山本は会社に黒澤を強く推したという。戦後、三船敏郎の採用面接の際には、東宝撮影部の山田一夫の強い依頼もあったが、「ああいう風変わりな人間が一人くらいいてもいいだろう」と、彼の粗暴な態度に辟易していた他の面接官の猛反対を押し切って採用させ、更に後々渋谷で靴磨きをしていた黒部進に身元保証人になるからニューフェイス試験を受けるよう促すなど好奇心旺盛な人柄ゆえに先見の明があった。
助監督を採用する条件は、「酒が綺麗に呑めることと、トリッペルに罹ったことがあること」と冗談めかして公言していた。助監督たちには、「先生」や「監督」呼ばわりさせず、「ヤマさん」と呼ばせた 。
葬儀は撮影所で友人葬が執り行われ、かつて山本が見出した俳優、三船敏郎が世話役の一人として、かいがいしくその任にあたったという。

## 監督作品
| 公開年 | 作品名                                                                              | 製作 / 配給                                     | 脚本                                 | 主な出演者 | 上映時間ほか                          |
| ------ | ----------------------------------------------------------------------------------- | ----------------------------------------------- | ------------------------------------ | --- | ------------------------------------- |
| 1924年 | 『熱火の十字球』                                                                    | 早川プロダクション                              | 山本嘉次郎                           | 岡田時彦、横田豊秋、細川ちか子、夏目加代子 | -分/白黒/無声                         |
| 1924年 | 『断雲』                                                                            | 東亜キネマ甲陽撮影所 / 東亜キネマ               | 丘虹二                               | 関操、鈴木澄子、高田稔、竹村信男、牧実 | -分/白黒/無声                         |
| 1924年 | 『恋慕小唄 (小豆島情話)』                                                           | 東亜キネマ甲陽撮影所 / 東亜キネマ               | 山本嘉次郎                           | 関操、島田嘉七、絵島千歌子、小明肇 | -分/白黒/無声                         |
| 1924年 | 『山の神秘』                                                                        | 東亜キネマ甲陽撮影所 / 東亜キネマ               | 丘虹二                               | 根津新 | -分/白黒/無声                         |
| 1924年 | 『幸福時代』                                                                        | 東亜キネマ甲陽撮影所 / 東亜キネマ               |                                      | 谷幹一、園ソノ子、石川秀造、郡光子、小宮一晃 | -分/白黒/無声                         |
| 1925年 | 『森の朝』                                                                          | 東亜キネマ甲陽撮影所 / 東亜キネマ               | 笠井白路                             | 月岡正美、谷幹一、速見稔、都賀清司、金谷たね子 | -分/白黒/無声                         |
| 1925年 | 『人を喰った話』                                                                    | 東亜キネマ甲陽撮影所 / 東亜キネマ               | 永井健                               | 竹村信男、横笛久子 | -分/白黒/無声                         |
| 1925年 | 『爆弾児』                                                                          | 東亜キネマ甲陽撮影所 / 東亜キネマ               | 曾根純三                             | 高田稔、松尾文人、清川清、華村葉子、横笛久子 | -分/白黒/無声                         |
| 1925年 | 『輝ける扉』                                                                        | マキノ・プロダクション東京撮影所 / マキノキネマ | 山本嘉次郎                           | 近藤伊与吉、荒木清、三島洋子、伊沢蘭奢、山本嘉次郎 | -分/白黒/無声                         |
| 1926年 | 『男児一諾』                                                                        | マキノ・プロダクション東京撮影所 / マキノキネマ | 小川一夫                             | 山本嘉次郎、近藤伊与吉、林正夫、成松和一、井上千枝子 | -分/白黒/無声                         |
| 1926年 | 『母に誓ひて』                                                                      | タカマツ・アズマプロダクション                  | 山本嘉次郎                           | 竹川巖鉄、渥美映子、河野清子、三島洋子、早川信子 | -分/白黒/無声                         |
| 1926年 | 『父様の売物』                                                                      | タカマツ・アズマプロダクション                  | 長崎武                               | 河原侃二、林真珠、銀野鈴子、近藤伊与吉、渥美映子 | -分/白黒/無声                         |
| 1926年 | 『マツダ映画小品集「雲」』                                                          | タカマツプロダクション吾嬬撮影所                | 山本嘉次郎                           | 衣笠英子、荒川清、伊沢蘭奢、林正夫、榊田敬二 | -分/白黒/無声                         |
| 1932年 | 『細君新戦術』                                                                      | 日活太秦撮影所 / 日活                           | 高柳春雄                             | 谷幹一、峰銀子、伏見信子、星ひかる | -分/白黒/無声                         |
| 1932年 | 『受難華』                                                                          | 日活太秦撮影所 / 日活                           | 小林正                               | 市川春代、星玲子、瀬良章太郎、杉狂児、村椿嘉子 | -分/白黒/無声                         |
| 1932年 | 『ほゝえむ日活』                                                                    | 日活太秦撮影所 / 日活                           | 日活脚本部                           | 大河内傳次郎、片岡千恵蔵 | -分/白黒/無声                         |
| 1933年 | 『蒼穹の門』                                                                        | 日活太秦撮影所 / 日活                           | 小林正、毛利三郎                     | 夏川静江、杉山昌三九、峰吟子 | -分/白黒/無声                         |
| 1933年 | 『桃色の娘』                                                                        | 日活太秦撮影所 / 日活                           | 八田尚之                             | 山本嘉一、伊達里子、宇留木浩、杉山昌三九、大崎史朗 | -分/白黒/無声                         |
| 1933年 | 『女房征服』                                                                        | 日活太秦撮影所 / 日活                           | 山本嘉次郎                           | 杉狂児、北原夏江、星玲子 | -分/白黒/無声                         |
| 1933年 | 『恋愛非常時』                                                                      | 日活太秦撮影所 / 日活                           | 山本嘉次郎                           | 星ひかる、花井蘭子、瀬良章太郎、横山運平 | -分/白黒/無声                         |
| 1934年 | 『ふるさと晴れて』                                                                  | 日活太秦撮影所 / 日活                           | 山本嘉次郎                           | 鈴木伝明、山本嘉一、花井蘭子 | -分/白黒/無声                         |
| 1934年 | 『恋愛スキー術』                                                                    | 日活太秦撮影所 / 日活                           | 山本嘉次郎                           | 市川春代、宇留木浩、広瀬恒美 | -分/白黒/無声                         |
| 1934年 | 『エノケンの青春酔虎伝』                                                            | P.C.L.映画製作所 / 東和商事映画部               | P.C.L.文芸部                         | 榎本健一、二村定一、堤真佐子、千葉早智子、大川平八郎 | 84分/白黒                             |
| 1934年 | 『あるぷす大将』                                                                    | P.C.L.映画製作所 / 東和商事映画部               | 松崎啓次                             | 丸山定夫、伊藤薫、千葉早智子、佐伯秀男、竹久千恵子 | 90分/白黒                             |
| 1935年 | 『坊つちやん』                                                                      | P.C.L.映画製作所                                | 小林勝                               | 宇留木浩、夏目初子、徳川夢声、森野鍛治哉、東屋三郎 | 82分/白黒                             |
| 1935年 | 『すみれ娘』                                                                        | P.C.L.映画製作所                                | 永見柳二                             | 堤真佐子、藤原釜足、リキー宮川、伊達里子、宇留木浩 | 61分/白黒                             |
| 1935年 | 『いたづら小僧』                                                                    | P.C.L.映画製作所                                | 山本嘉次郎                           | 伊藤薫、高尾光子、藤原釜足、英百合子、神田千鶴子、大村千吉 | 69分/白黒                             |
| 1935年 | 『エノケンの近藤勇』                                                                | P.C.L.映画製作所                                | ピエル・ブリヤント、P.C.L.映画製作所 | 榎本健一、二村定一、中村是好、柳田貞一、如月寛多 | 81分/白黒                             |
| 1936年 | 『エノケンのどんぐり頓兵衛』                                                        | P.C.L.映画製作所                                | 江口又吉                             | 榎本健一、二村定一、田島辰夫、柳田貞一、如月寛多 | 80分/白黒                             |
| 1936年 | 『吾輩は猫である』                                                                  | P.C.L.映画製作所                                | 小林勝                               | 徳川夢声、丸山定夫、藤原釜足、宇留木浩、千葉早智子 | 87分/白黒                             |
| 1936年 | 『エノケンの千万長者』                                                              | P.C.L.映画製作所 / 東宝映画配給                 | P.C.L.文芸部                         | 榎本健一、二村定一、宏川光子、柳田貞一、椿澄枝 | 58分/白黒                             |
| 1936年 | 『続エノケンの千万長者』                                                            | P.C.L.映画製作所 / 東宝映画配給                 | P.C.L.文芸部                         | 榎本健一、二村定一、宏川光子、中村是好、柳田貞一 | 54分/白黒                             |
| 1936年 | 『新婚うらおもて』                                                                  | P.C.L.映画製作所 / 東宝映画配給                 | P.C.L.文芸部                         | 岸井明、藤原釜足、竹久千恵子、神田千鶴子、小林千代子 | 67分/白黒                             |
| 1937年 | 『良人の貞操 前篇 春来れば』                                                        | P.C.L.映画製作所 / 東宝映画配給                 | 木村千依男、山本嘉次郎               | 入江たか子、関口喜美子、千葉早智子、丸山定夫、高峰秀子 | 85分/白黒                             |
| 1937年 | 『良人の貞操 後篇 秋ふたたび』                                                      | P.C.L.映画製作所 / 東宝映画配給                 | 木村千依男、山本嘉次郎               | 入江たか子、千葉早智子、高田稔、丸山定夫、高峰秀子 | 85分/白黒                             |
| 1937年 | 『日本女性読本』                                                                    | P.C.L.映画製作所 / 東宝映画配給                 | 江口又吉、小崎政房、永見柳二         | 高田稔、竹久千恵子、三益愛子、北沢彪、江戸川蘭子 | 80分/白黒                             |
| 1937年 | 『エノケンのちゃっきり金太 前篇 第一話 まゝよ三度笠の巻 第二話 行きはよいよいの巻』 | P.C.L.映画製作所 / 東宝映画配給                 | 山本嘉次郎                           | 榎本健一、中村是好、二村定一、如月寛多、柳田貞一 | 63分/白黒                             |
| 1937年 | 『エノケンのちゃっきり金太 後篇 第三話 帰りは怖いの巻 第四話 まてば日和の巻』       | P.C.L.映画製作所 / 東宝映画配給                 | 山本嘉次郎                           | 榎本健一、中村是好、二村定一、如月寛多、柳田貞一 | 61分/白黒                             |
| 1937年 | 『美しき鷹』                                                                        | P.C.L.映画製作所 / 東宝映画配給                 | 飯田正美                             | 霧立のぼる、神田千鶴子、北沢彪、佐伯秀男、椿澄枝 | 82分/白黒                             |
| 1938年 | 『藤十郎の恋』                                                                      | 東宝映画東京撮影所 / 東宝映画                   | 三村伸太郎                           | 長谷川一夫、藤原釜足、汐見洋、御橋公、滝沢修 | 122分/白黒                            |
| 1938年 | 『綴方教室』                                                                        | 東宝映画東京撮影所 / 東宝映画                   | 木村千依男                           | 高峰秀子、小高まさる、水谷史郎、清川虹子、徳川夢声 | 87分/白黒                             |
| 1938年 | 『エノケンのびっくり人生』                                                          | 東宝映画東京撮影所 / 東宝映画                   | 山本嘉次郎                           | 榎本健一、霧立のぼる、宏川光子、大河内傳次郎 | 58分/白黒                             |
| 1939年 | 『エノケンのがっちり時代』                                                          | 東宝映画東京撮影所 / 東宝映画                   | 山本嘉次郎                           | 榎本健一、宏川光子、霧立のぼる、巽寿美子、二村定一 | 76分/白黒                             |
| 1939年 | 『忠臣蔵 後篇』                                                                     | 東宝映画東京撮影所 / 東宝映画                   | 三村伸太郎                           | 大河内傳次郎、長谷川一夫、黒川弥太郎、鳥羽陽之助、清川荘司 | 89分/白黒                             |
| 1939年 | 『のんき横丁』                                                                      | 東宝映画京都撮影所 / 東宝映画                   | 山本嘉次郎                           | 藤原釜足、戸川弓子、天中軒雲月、小高まさる、大川平八郎 | 85分/白黒                             |
| 1940年 | 『ロッパの新婚旅行』                                                                | 東宝映画東京撮影所 / 東宝映画                   | 山本嘉次郎                           | 古川緑波、渡辺はま子、三益愛子、川田義雄、清川虹子 | 65分/白黒                             |
| 1940年 | 『エノケンのざんぎり金太』                                                          | 東宝映画東京撮影所 / 東宝映画                   | 小林正                               | 榎本健一、中村是好、柳田貞一、笠原英子、北村季佐江 | 82分/白黒                             |
| 1940年 | 『エノケンの孫悟空 前篇』                                                           | 東宝映画東京撮影所 / 東宝映画                   | 山本嘉次郎                           | 榎本健一、岸井明、金井俊夫、柳田貞一、北村武夫 | 73分/白黒                             |
| 1940年 | 『エノケンの孫悟空 後篇』                                                           | 東宝映画東京撮影所 / 東宝映画                   | 山本嘉次郎                           | 榎本健一、岸井明、金井俊夫、柳田貞一、北村武夫 | 67分/白黒                             |
| 1941年 | 『馬』                                                                              | 東宝映画東京撮影所・映画科学研究所 / 東宝映画   | 山本嘉次郎                           | 高峰秀子、藤原鶏太、竹久千恵子、二葉かほる、平田武 | 129分/白黒/スタンダード               |
| 1941年 | 『巷に雨の降る如く』                                                                | 東宝映画東京撮影所 / 東宝映画                   | 山本嘉次郎                           | 榎本健一、月田一郎、山根寿子、若原春江、柳田貞一 | 95分/白黒                             |
| 1942年 | 『希望の青空』                                                                      | 東宝映画                                        | 山崎謙太、小国英雄、山本嘉次郎       | 山本礼三郎、二葉かほる、藤原鶏太、英百合子、池部良 | 96分/白黒                             |
| 1942年 | 『ハワイ・マレー沖海戦』                                                            | 東宝映画 / 映画配給社                           | 山崎謙太、山本嘉次郎                 | 伊東薫、英百合子、原節子、加藤照子、中村彰 | 117分/白黒                            |
| 1944年 | 『加藤隼戦闘隊』                                                                    | 東宝 / 映画配給社                               | 山本謙太、山本嘉次郎                 | 藤田進、黒川弥太郎、沼崎勲、中村彰、高田稔 | 111分/白黒                            |
| 1944年 | 『雷撃隊出動』                                                                      | 東宝 / 映画配給社                               | 山本嘉次郎                           | 藤田進、森雅之、河野秋武、大河内傳次郎、月田一郎 | 95分/白黒                             |
| 1946年 | 『明日を創る人々』                                                                  | 東宝                                            | 山形雄策、山本嘉次郎                 | 藤田進、高峰秀子、薄田研二、森雅之、竹久千恵子 | 82分/白黒                             |
| 1947年 | 『四つの恋の物語 第三話 恋はやさし』                                                | 東宝                                            | 山崎謙太                             | 榎本健一、若山セツコ、飯田蝶子 | -分/白黒                              |
| 1947年 | 『新馬鹿時代 前篇』                                                                 | 東宝                                            | 小国英雄                             | 古川緑波、榎本健一、高田稔、三益愛子、花井蘭子 | -分/白黒                              |
| 1947年 | 『新馬鹿時代 後篇』                                                                 | 東宝                                            | 小国英雄                             | 古川緑波、榎本健一、高田稔、三益愛子、花井蘭子 | -分/白黒                              |
| 1947年 | 『春の饗宴』                                                                        | 東宝                                            | 山本嘉次郎                           | 池部良、若山セツコ、藤原釜足、轟夕起子、橘薫 | -分/白黒                              |
| 1949年 | 『風の子』                                                                          | 映画芸術協会・太泉プロダクション / 東宝         | 山本嘉次郎                           | 夏川静江、竹久千恵子、渡辺篤、進藤英太郎、藤原釜足 | -分/白黒                              |
| 1949年 | 『春の戯れ』                                                                        | 映画芸術協会・新東宝 / 東宝                     | 山本嘉次郎                           | 徳川夢声、宇野重吉、飯田蝶子、高峰秀子、三島雅夫 | 109分/白黒                            |
| 1949年 | 『歌うまぼろし御殿』                                                                | 映画芸術協会・太泉プロダクション / 東映         | 山本嘉次郎                           | 水の江瀧子、月丘夢路、川田晴久 、見明凡太郎、暁テル子、喜多川千鶴、渡辺弘、山茶花究、坊屋三郎、益田喜頓、横尾泥海男、高屋朗、乃木半雄、左ト全、東山ふき江、水之他清美、本田一平、清水秀男、稲葉正一、松竹歌劇団、ヤダ・モダンバレー・グループ、渡辺弘と楽専スターダスターズ、日劇ダンシングチーム | -73分/白黒                            |
| 1950年 | 『脱獄』                                                                            | 太泉映画・映画芸術協会 / 東京映画配給           | 山本嘉次郎                           | 高峰三枝子、三船敏郎、小沢栄、志村喬 | -分/白黒                              |
| 1950年 | 『真珠夫人 処女の巻』                                                               | 大映東京撮影所 / 大映                           | 山本嘉次郎                           | 高峰三枝子、池部良、小杉勇、星美千子、春日俊次 | 87分/白黒                             |
| 1950年 | 『真珠婦人 人妻の巻』                                                               | 大映東京撮影所 / 大映                           | 山本嘉次郎                           | 高峰三枝子、二本柳寛、星美千子、春日俊次、沢村貞子 | 89分/白黒                             |
| 1951年 | 『悲歌』                                                                            | 映画技術協会・東宝 / 東宝                       | 山本嘉次郎、小国英雄                 | 上原謙、高峰三枝子、三船敏郎、志村喬、三原純 | -分/白黒                              |
| 1951年 | 『ホープさん サラリーマン虎の巻』                                                   | 東宝                                            | 山本嘉次郎、井手俊郎                 | 小林桂樹、三好栄子、東野英治郎、高千穂ひづる、大森義夫 | -分/白黒                              |
| 1951年 | 『女ごころ誰が知る』                                                                | 東宝                                            | 八住利雄、山本嘉次郎                 | 高峰三枝子、池部良、三船敏郎、香川京子、飯田蝶子 | -分/白黒                              |
| 1952年 | 『七色の街』                                                                        | 東宝                                            | 山本嘉次郎                           | 池部良、越路吹雪、岡田茉莉子、広瀬嘉子、古川緑波 | -分/白黒                              |
| 1953年 | 『恋の風雲児』                                                                      | 東宝                                            | 山本嘉次郎                           | 藤田進、原節子、志村喬、榎本健一、進藤英太郎 | -分/白黒                              |
| 1953年 | 『花の中の娘たち』                                                                  | 東宝                                            | 山本嘉次郎、西島大                   | 小堀誠、本間文子、鴨田清、岡田茉莉子、杉葉子 | -分/カラー                            |
| 1953年 | 『誘蛾燈』                                                                          | 東宝                                            | 猪俣勝人、山本嘉次郎                 | 池部良、伊豆肇、杉葉子、大谷友右衛門、八千草薫 | -分/白黒                              |
| 1954年 | 『坊ちゃん社員』                                                                    | 東宝                                            | 池田一朗、山本嘉次郎                 | 小林桂樹、藤間紫、伊豆肇、河内桃子、汐見洋 | -分/白黒                              |
| 1954年 | 『続坊ちゃん社員』                                                                  | 東宝                                            | 池田一朗、山本嘉次郎                 | 小林桂樹、藤間紫、河内桃子、伊豆肇、紫千鶴 | -分/白黒                              |
| 1954年 | 『土曜日の天使』                                                                    | 東宝                                            | 梅田晴夫、山田嘉次郎                 | 森繁久彌、沢村貞子、塩沢登代路、藤木悠、雪村いづみ | -分/白黒                              |
| 1955年 | 『男性No.1』                                                                        | 東宝                                            | 井手俊郎                             | 鶴田浩二、三船敏郎、岡田茉莉子、越路吹雪、藤木悠 | -分/白黒                              |
| 1955年 | 『俺も男さ』                                                                        | 新東宝                                          | 松浦健郎                             | 鶴田浩二、筑紫あけみ、久保菜穂子、安西郷子 | 86分/白黒                             |
| 1955年 | 『むっつり右門捕物帖 鬼面屋敷』                                                     | 東宝                                            | 山本嘉次郎、加藤泰                   | 嵐寛寿郎、榎本健一、志村喬、柳家金語楼、上田吉二郎 | -分/白黒                              |
| 1955年 | 『愛の歴史』                                                                        | 東京映画 / 東宝                                 | 須崎勝弥、山本嘉次郎                 | 鶴田浩二、司葉子、藤田進、市川春代、藤木悠 | -分/白黒                              |
| 1956年 | 『暗黒街』                                                                          | 東宝                                            | 若尾徳平                             | 鶴田浩二、三船敏郎、青山京子、根岸明美、小泉博 | -分/白黒                              |
| 1956年 | 『お嬢さん登場』                                                                    | 東宝                                            | 椿澄夫、山本嘉次郎                   | 雪村いずみ、池部良、古川緑波、柳家金語楼、宮城まり子 | -分/白黒                              |
| 1956年 | 『標高8125米 マナスルに立つ』                                                       | 毎日映画社 / 映配                               | -                                    | 解説:森繁久彌 | -分/カラー                            |
| 1957年 | 『「動物園物語」より 象』                                                           | 東宝                                            | 山本嘉次郎                           | 榎本健一、本間文子、小林桂樹、生方荘児、堺左千夫 | -分/白黒                              |
| 1957年 | 『善太と三平物語 風の中の子供』                                                     | 東宝                                            | 山本嘉次郎                           | 笠智衆、英百合子、加藤和夫、津島恵子、久保賢 | 67分/白黒                             |
| 1957年 | 『善太と三平物語 お化けの世界』                                                     | 東宝                                            | 山本嘉次郎                           | 笠智衆、英百合子、加藤和夫、津島恵子、久保賢 | -分/白黒                              |
| 1958年 | 『ジャズ娘に栄光あれ』                                                              | 東宝                                            | 山本嘉次郎、蓮池義雄                 | 浜村美智子、小泉博、江原達怡、久慈あさみ、山田真二 | -分/白黒                              |
| 1958年 | 『東京の休日』                                                                      | 東宝                                            | 井手俊郎、山田嘉次郎                 | 山口淑子、沢村いき雄、三好栄子、小杉義男、出雲八恵子 | -分/カラー/東宝スコープ               |
| 1959年 | 『孫悟空』                                                                          | 東宝                                            | 村田武雄、山本嘉次郎                 | 三木のり平、市川福太郎、千葉信男、中村是好、 | -分/イーストマン・カラー/東宝スコープ |
| 1960年 | 『銀座退屈娘』                                                                      | 東宝                                            | 若尾徳平                             | 中島そのみ、小泉博、柳家金語楼、水野久美、北あけみ | -分/白黒/東宝スコープ                 |
| 1964年 | 『天才詐欺師物語 狸の花道』                                                         | 東宝                                            | 平戸延介（山本嘉次郎）               | 小林桂樹、三木のり平、森繁久彌、山茶花究、淡路恵子 | -分/カラー/東宝スコープ               |
| 1964年 | 『花のお江戸の無責任』                                                              | 東宝                                            | 田波靖男、山本嘉次郎                 | 植木等、谷啓、ハナ肇、草笛光子、団令子 | 89分/カラー/東宝スコープ              |
| 1965年 | 『狸の大将』                                                                        | 東宝                                            | 山本嘉次郎                           | 小林桂樹、淡路恵子、伴淳三郎、中北千枝子、望月哲也 | -分/カラー/東宝スコープ               |
| 1966年 | 『狸の王様』                                                                        | 東宝                                            | 坪島孝、山本嘉次郎                   | 小林桂樹、草笛光子、伴淳三郎、団令子、伏谷治樹 | -分/カラー/東宝スコープ               |
| 1966年 | 『狸の休日』                                                                        | 東宝                                            | 米沢純一、山本嘉次郎                 | 高島忠夫、有島一郎、草笛光子、高橋紀子、伴淳三郎 | -分/カラー/東宝スコープ               |

## その他の作品
- 『受難者の群』（1923年6月14日公開、細山喜代松監督）脚色
- 『毒塵』（1923年10月12日公開、細山喜代松監督）脚本
- 『海国男児』（1926年10月14日公開、溝口健二監督）原作、脚色
- 『大陸の彼方』（1926年12月10日公開、若山治監督）脚本
- 『鉄腕記者』（1927年1月3日公開、田坂具隆監督）脚本
- 『正義の勇者』（1927年1月14日公開、田坂具隆監督）原作
- 『競走三日間』（1927年2月9日公開、内田吐夢監督）原作、脚本
- 『A38号室』（1927年4月17日公開、木藤茂監督）原作、脚色
- 『東洋武侠団』（1927年7月15日公開、内田吐夢監督）脚本
- 『しゃぼん娘』（1927年10月21日公開、田坂具隆監督）原作、脚本
- 『砲煙弾雨』（1927年12月31日公開、内田吐夢監督）原作、脚本
- 『二階の大将』（1927年公開、伊奈精一監督）原作、脚本
- 『幸運』（1928年2月23日公開、木藤茂監督）原作
- 『無鉄砲時代』（1928年3月15日公開、田坂具隆監督）原作
- 『愛の町』（1928年8月31日公開、田坂具隆監督）脚色、翻案
- 『思ひ出の水夫』（1928年10月5日公開、田坂具隆監督）脚本
- 『光』（1928年10月19日公開、内田吐夢監督）脚本
- 『砂漠に陽が落ちて』（1928年11月16日公開、木藤茂監督）原作、脚色
- 『響宴 第一篇』（1929年3月15日公開、田坂具隆監督）脚本
- 『日活行進曲 工場記活劇篇』（1929年7月7日公開、田坂具隆監督）原作、脚本
- 『愛の風景』（1929年9月7日公開、田坂具隆監督）脚本
- 『浮名ざんげ』（1929年10月11日公開、三枝源次郎監督）脚色
- 『雲の王座』（1929年10月25日公開、田坂具隆監督）原作、脚色
- 『刀を抜いて』（1929年10月25日公開、高橋寿康監督）脚本
- 『木馬の悲劇』（1930年1月7日公開、木藤茂監督）脚本
- 『雪の救援列車』（1930年3月21日公開、木藤茂監督）脚本
- 『撃滅』（1930年4月15日公開、小笠原明峰監督）脚色
- 『佐渡おけさ』（1930年5月1日公開、木藤茂監督）原作、脚本
- 『太洋の心』（1930年8月29日公開、徳永フランク監督）脚本
- 『海の祭』（1930年9月5日公開、伊奈精一監督）原作、脚色
- 『恋のストップまゝならぬ』（1930年11月31日公開、徳永フランク監督）脚本
- 『吹けよ春風』（1931年1月8日公開、田坂具隆監督）脚色、潤色
- 『花婿百万両』（1931年1月30日公開、徳永フランク監督）脚本
- 『かんかん虫は唄ふ』（1931年5月8日公開、田坂具隆監督）脚色
- 『密偵』（1931年7月1日公開、伊奈精一監督）脚本
- 『金は天下の廻り持ち』（1931年7月31日公開、徳永フランク監督）脚本
- 『五人の愉快な相棒』（1931年8月14日公開、田坂具隆監督）脚色
- 『鳩笛を吹く女』（1932年3月3日公開、田坂具隆監督）脚本
- 『おいらの世界』（1932年3月25日公開、徳永フランク監督）脚本
- 『春と娘』（1932年6月17日公開、田坂具隆監督）原作、脚色
- 『海燕』（1932年7月1日公開、長倉祐孝監督）脚色
- 『恋人満開』（1932年7月29日公開、田口哲監督）原作、脚本
- 『エノケンの江戸っ子三太』（1936年12月31日公開、岡田敬監督）原作、脚色
- 『江戸っ子健ちゃん』（1937年5月1日公開、岡田敬監督）脚本
- 『エノケンの猿飛佐助 ありゃありゃの巻』（1937年12月31日公開、岡田敬監督）脚本
- 『エノケンの猿飛佐助 どろんどろんの巻』（1938年1月7日公開、岡田敬監督）脚本
- 『でかんしょ侍』（1938年1月14日公開、大谷俊夫監督）脚本
- 『ロッパのガラマサどん』（1938年3月16日公開、岡田敬監督）脚色
- 『エノケンの風来坊』（1938年3月24日公開、大谷俊夫監督）原作
- 『ロッパのおとうちゃん』（1938年11月9日公開、斎藤寅次郎監督）脚本
- 『幡随院長兵衛』（1940年5月29日公開、千葉泰樹監督）脚色
- 『エノケンのワンワン大将』（1940年6月23日公開、中川信夫監督）脚本
- 『明朗五人男』（1940年11月30日公開、斎藤寅次郎監督）構成
- 『親馬鹿大将』（1948年5月2日公開、春原政久監督）脚本
- 『エノケンのびっくりしゃっくり時代』（1948年7月5日公開、島耕二監督）脚本
- 『歌ふエノケン捕物帖』（1948年12月31日公開、渡辺邦男監督）脚本
- 『銀座カンカン娘』（1949年8月16日公開、島耕二監督）脚本
- 『エノケンのとび助冒険旅行』（1949年9月20日公開、中川信夫監督）脚本
- 『脱線情熱娘』（1949年12月8日公開、大庭秀雄監督）脚本
- 『歌うまぼろし御殿』（1949年12月27日公開、小田基義監督）原作、脚本
- 『肉体の白書』（1950年7月4日公開、志村敏夫監督）脚本
- 『指名犯人』（1950年9月2日公開、久松静児監督）脚本
- 『夜の未亡人』（1951年7月27日公開、島耕二監督）脚本
- 『三太物語』（1951年9月21日公開、丸山誠治監督）脚本
- 『三等重役』（1952年5月29日公開、春原政久監督）脚本
- 『三太と千代の山』（1952年9月18日公開、小田基義監督）脚本
- 『浮気天国』（1953年11月17日公開、滝沢英輔監督）脚本
- 『初笑い底抜け旅日記』（1955年1月3日公開、青柳信雄監督）脚本
- 『ちゃっきり金太』（1958年6月2日公開、青柳信雄監督）原作、脚本
- 『続ちゃっきり金太』（1958年7月8日公開、青柳信雄監督）原作、脚本
- 『八百屋お七 江戸祭り一番娘』（1960年8月9日公開、岩城英二監督）脚本
- 『六本木の夜 愛して愛して』（1963年1月29日公開、岩内克巳監督）製作
- 『私のベレット』（1964年公開、大島渚監督）企画監修委員
- 『坊ちゃん社員 青春は俺のものだ！』（1967年4月1日公開、松森健監督）脚本、潤色
- 『坊ちゃん社員 青春でつっ走れ！』（1967年5月20日公開、松森健監督）脚本、潤色
- 『コント55号 人類の大弱点』（1969年8月13日公開、福田純監督）脚本 ※平戸延介名義

## 出演作品
- 『未来の大名優』（1922年、平田延介名義）
- 『愛の導き』（1923年、平戸延介名義）
- 『山語らず』（1924年、平戸延介名義）
- 『輝ける扉』（1925年）
- 『男児快諾』（1926年）
- 『名士』（1926年）
- 『港の謙吉』（1926年）
- 『楠公の唄』（1926年）
- 『国境の血涙』（1926年）
- 『二人の女性』（1927年）
- 『陽炎の舞』（1927年）
- 『金の卵 Golden Girl』（1952年）
- 『恐妻党総裁に栄光あれ』（1960年）
- 『遠くへ行きたい』（1971年4月11日、日本テレビ）- 「伊丹十三の親子丼珍道中」に本人役で出演

## 著書
- 『馬』大元社、1940年
- 『カツドウヤ紳士録』大日本雄弁会講談社、1951年
- 『カツドオヤ人類学』養徳社、1951年
- 『カツドオヤという名の人類』東成社、1953年
- 『カツドウヤ水路』筑摩書房、1965年
- 『東京横浜300円味の店』有紀書房、1965年
- 『新・東京横浜300円味の店』有紀書房、1966年
- 『洋食考』すまいの研究社、1970年
- 『東京周辺500円味の店』有紀書房、1970年
- 『春や春カツドウヤ』日芸出版、1971年
- 『のれん』はとバス興業 1971年
- 『カツドウヤ自他伝』昭文社出版部、1972年。復刻・大空社「伝記叢書」、1998年
- 『日本三大洋食考』昭文社出版部、1973年

回想
- 『カツドウヤ女房奮闘記　故・山本嘉次郎』朝日ソノラマ、1983年。夫人（再婚した）による回想